# Koszary (Żary)
Koszary – nowo powstająca i zarazem najmniejsza dzielnica miasta Żary zlokalizowana we wschodniej części miasta przy drodze krajowej nr 12 Żary – Żagań.
Obszar nowej dzielnicy to byłe tereny wojskowe (stąd nazwa dzielnicy), w skład których zalicza się byłą jednostkę wojskową (zlikwidowaną w 2001 roku, ok. 56 ha) oraz tereny poligonowe (ok. 110 ha).
Po likwidacji żarskiego garnizonu wojskowego Rada Miejska w Żarach we wrześniu 2005 roku uchwaliła plan zagospodarowania przestrzennego tego obszaru (w sumie 180 ha), który przewiduje:
- budownictwo mieszkaniowe jednorodzinne (14-hektarowe osiedle),
- budownictwo mieszkaniowe wielorodzinne (również mieszkania socjalne),
- tereny usług sportowych, turystycznych i rekreacyjnych,
- przemysł nieuciążliwy,
- handel i usługi.

Na terenie dzielnicy znajduje się Osiedle Zawiszy Czarnego. Starsza część osiedla  pochodzi z lat 1911–1913, natomiast nowsza budowana była jeszcze w latach 70. XX w. Jest to jedno z większych osiedli mieszkaniowych Żar.